# 截尾誤差
数值分析和运算科学裡的截尾誤差是因為數學過程裡的近似而產生的誤差，可能是因為無窮级数展開後只取有限項產生的誤差，或是其他運算中用有限數值代替無限產生的誤差。

## 例子

### 無窮級數
{\displaystyle e^{x}}可以表示為以下的無窮級數
{\displaystyle e^{x}=1+x+{\frac {x^{2}}{2!}}+{\frac {x^{3}}{3!}}+{\frac {x^{4}}{4!}}+\cdots }
但實際上，只會計算有限項次的級數，假設只計算前三項，則
{\displaystyle e^{x}\approx 1+x+{\frac {x^{2}}{2!}}}
此處的截尾誤差是{\displaystyle {\frac {x^{3}}{3!}}+{\frac {x^{4}}{4!}}+\cdots }

### 微分
函數的一階導數定義如下
{\displaystyle f'(x)=\lim _{h\to 0}{\frac {f(x+h)-f(x)}{h}}}
但若要針對上式進行數值計算，所選擇的{\displaystyle h}是有限的。在微分的數學運算中，選用有限小的{\displaystyle h}所產生的誤差即為截尾誤差。

### 積分
函數{\displaystyle f(x)}從{\displaystyle a}到{\displaystyle b}定積分的結果定義如下：
令{\displaystyle f:[a,b]\to \mathbb {R} }是定義在實數{\displaystyle \mathbb {R} }下，{\displaystyle [a,b]}閉區間{\displaystyle I}內的函數，且
{\displaystyle P=\left\{[x_{0},x_{1}],[x_{1},x_{2}],\dots ,[x_{n-1},x_{n}]\right\},}為
{\displaystyle I}的區間分割，其中
{\displaystyle a=x_{0}<x_{1}<x_{2}<\cdots <x_{n}=b}
{\displaystyle \int _{a}^{b}f(x)\,dx=\sum _{i=1}^{n}f(x_{i}^{*})\,\Delta x_{i}}
其中{\displaystyle \Delta x_{i}=x_{i}-x_{i-1}}且{\displaystyle x_{i}^{*}\in [x_{i-1},x_{i}]}.
這表示利用無限個曲線下的長方形來計算面積，不過在用數值方法計算面積時，只會用有限多個長方形。用有限多個長方形代替無限多個長方形產生的誤差即為積分運算的截尾誤差。